# Institut d'Ibéroamérique
L'Institut d'Ibéroamérique (espagnol : Instituto de Iberoamérica) est le centre de recherche et d'enseignement sur l'Amérique latine de l'université de Salamanque.

## Histoire
L'Institut universitaire ibéro-américain est créé le 13 juillet 2011, sur la base du travail réalisé autour de l'ancien Institut interuniversitaire ibéro-américain, qui reliait l'université de Salamanque et l'université de Valladolid, ainsi que sur la base de l'ancien Institut d'études ibéro-américaines et portugaises (es), créé par décision du conseil d'administration de l'université de Salamanque le 27 février 1992, institutionnalisant ainsi les efforts réalisés au cours des années précédentes autour du Forum ibéro-américain.
L'Institut universitaire ibéro-américain de l'université de Salamanque est né des efforts déployés autour des liens traditionnels existants entre l'université de Salamanque et les universités d'Amérique latine et du Portugal et de la volonté de contribuer à une meilleure et plus grande connaissance de nos sociétés. L'Institut a été conçu comme l'un des instruments de coopération et de connaissance visant à promouvoir les sommets ibéro-américains et les relations de coopération et de dialogue politique et académique entre l'Amérique et l'Europe. L'Institut a été dirigé par différents professeurs de l'université de Salamanque tels que Ángel San Juan (1992-1993), Manuel Alcántara Sáez (es) (1993-2007), Miguel Carrera Troyano (2007-2012), Flavia Freidenberg (es) (2012-2015) et, actuellement, Mercedes García Montero (depuis juin 2015).
L'Institut a reçu le soutien de l'Organisation des États américains ; du Programme des Nations unies pour le développement ; l'Agence espagnole de coopération internationale pour le développement (AECID), de l'Union européenne, le Secrétariat général ibéro-américain (es), la Fundación Carolina (es), la Junta et les Cortes de Castille-et-León, Caja España, de la Fundación Patiño et du Programme Alban (Commission européenne), pour accueillir un certain nombre de boursiers internationaux issus de différents programmes européens et américains.
Depuis sa création, l'Institut ibéro-américain a fait partie de plusieurs réseaux internationaux et a accueilli les organes de direction de diverses associations et organisations européennes et internationales d'études latino-américaines. Par exemple, le secrétariat exécutif de l'Association latino-américaine de sciences politiques de 2002 à 2008 ; le Secrétariat du Conseil espagnol des études ibéro-américaines jusqu'en 2013 ; le comité directeur du Conseil européen de la recherche sociale en Amérique latine (CEISAL)n dont il a assuré la vice-présidence d'avril 2007 à juin 2010 et la présidence de 2010 à 2013, puis la présidence de l'ULEPICC depuis 2013. Depuis 2015, l'Institut est membre du Conseil latino-américain des sciences sociales (CLACSO).
L'Institut a organisé de nombreuses activités au cours de son développement, telles que le 1er Congrès européen des latino-américanistes en juin 1996, le 4e Congrès de l'Association espagnole de science politique en 1998, le 1er Congrès de l'Association latino-américaine de science politique en 2002 et le Congrès international de la Société mexicaine d'études électorales en 2009. Il a également organisé des séminaires internationaux sur les partis politiques (1999), l'ethnicité, la décentralisation et la gouvernance (2004), la Bolivie (2004), le Nicaragua (2004), le Chili (2005), les citoyens contre les partis (2007), les systèmes de partis multi-niveaux et la qualité de la démocratie (2012) et l'Équateur (2013). L'Institut a également accueilli l'atelier REDGOB en mai 2005, avec le soutien de la Banque interaméricaine de développement ; le projet Citoyenneté 2.0, en collaboration avec le Secrétariat général ibéro-américain dans le cadre duquel 7 ateliers Débat 2.0 ont été organisés (Salamanque, Saint-Domingue, Quito, Cordoue, São Paulo, Montevideo et Florence) et un séminaire international de jeunes chercheurs intitulé « Transformer l'Amérique latine », auquel ont participé des chercheurs de plus de 14 pays ibéro-américains.
Récemment, l'Institut ibéro-américain a  organisé l'École d'observation électorale et le Forum international « Femmes, politique et démocratie. Briser les plafonds de verre en Amérique latine ».

## Programmes universitaires de troisième cycle

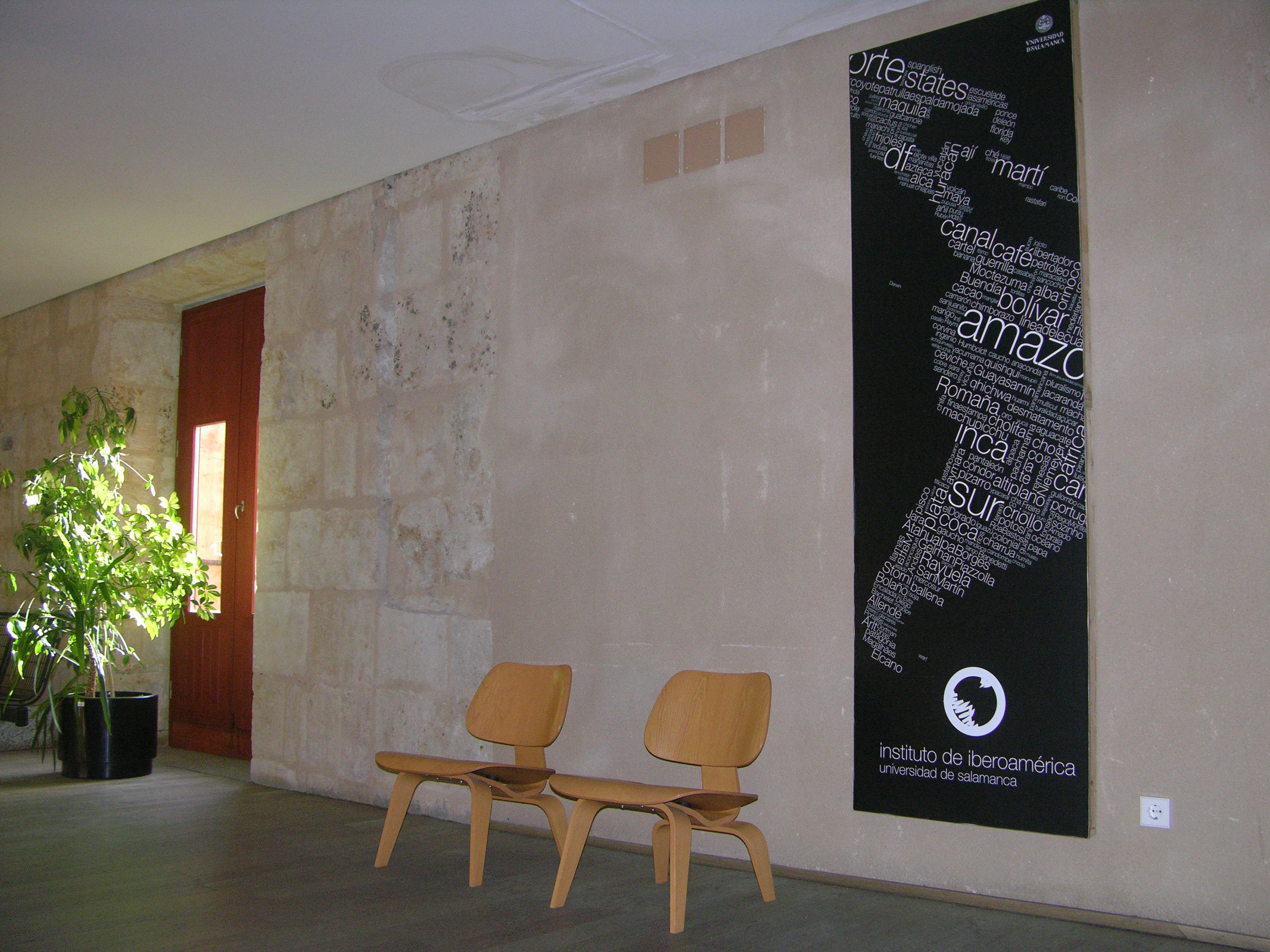
Institut ibéro-américain (Université de Salamanque)

L'Institut propose un certain nombre de programmes d'enseignement universitaires tels que le Master universitaire d'études latino-américaines, multidisciplinaire et le plus ancien de ce type en Espagne ; le Master international en études latino-américaines, en collaboration avec l'université de Paris 3 - Nouvelle Sorbonne, celle de Vienne et de Varsovie ; le Master interuniversitaire de coopération internationale de développement, qui est enseigné en collaboration avec les universités de Valladolid, León et Burgos, et le Master d'anthropologie ibéro-américaine. L'Institut propose également le Doctorat en études latino-américaines et un doctorat en sciences sociales, tous deux avec l'université de Salamanque. En outre, l'Institut a été activement impliqué dans le programme de doctorat en processus politiques contemporains, avec le département de science politique et d'administration et le département d'économie appliquée de l'université de Salamanque.
L'offre de troisième cycle comprend la possibilité de suivre des cours de courte durée tels que ceux qui composent le Programme d'études ouvertes, qui propose chaque année une vingtaine de cours sur un large éventail de sujets liés à la connaissance de l'Amérique latine.

## Activités
Basé à l'Hospedería de Fonseca l'Institut est conçu comme le forum permanent de l'université de Salamanque pour la recherche et l'enseignement universitaire, la diffusion et la publication, et comme un catalyseur des différentes expressions des départements de l'université et de la société en ce qui concerne la réalité des pays latino-américains.
Au cours de chaque année académique, l'Institut organise différents types d'activités : conférences, tables rondes, présentations d'ouvrages, séminaires internationaux, cours de courte durée dans le cadre du Programme d'études ouvertes (PEA), sessions de séminaires de recherche, cours de spécialisation, l'organisation de congrès auxquels l'Institut participe et de projections de documentaires.
L'Institut assure également la rédaction de la revue de sciences sociales América Latina Hoy, en collaboration avec les éditions universitaires de Salamanque, et gère un blog où sont présentés des résultats de recherche et des projets, alimentés chaque semaine par des chercheurs nationaux et internationaux, sur une multitude de sujets (le Blog ConDistintosAcentos).

### Forum international: Femmes, politique et démocratie. Briser les plafonds de verre en Amérique latine
Il s'est tenu du 23 au 28 mars 2014 à Salamanque. Il a été organisé en collaboration avec le Département de coopération et d'observation électorale de l'Organisation des États américains et le Centre d'études fédérales et électorales de l'université nationale de San Martín. Le Forum international a réuni plus de 150 chercheurs, étudiants, fonctionnaires électoraux, journalistes, membres d'organisations internationales et d'agences de coopération de plus de 14 pays d'Europe et d'Amérique.
L'objectif du Forum était de créer un espace de réflexion sur les obstacles à la participation et à la représentation des femmes en Amérique latine. Il comprenait diverses activités, des discours liminaires aux ateliers et à un symposium de recherche, sur le thème « Égalité des sexes, institutions et qualité de la démocratie en Amérique latine : quel est le chemin parcouru et où allons-nous ? ».
Le Forum a été soutenu par le Programme des Nations unies pour le développement (PNUD) (Panama, Uruguay, Argentine, Colombie, le Bureau régional et le projet America Genera), IDEA Internacional, la Commission interaméricaine des femmes (CIM) de la OEA, l'Institut néerlandais pour la démocratie multipartite (NIMD), la Société argentine d'analyse politique (SAAP), ONU Femmes, l'USAL, le Tribunal électoral du pouvoir judiciaire de la Fédération et l'Institut fédéral électoral du Mexique.

### École d'observation électorale
L'Institut ibéro-américain et le Département de coopération et d'observation électorale du Secrétariat aux affaires politiques de l'Organisation des États américains, en collaboration avec l'Institut fédéral électoral (Mexique) et le Centre Carter (États-Unis), la Société argentine d'analyse politique et la Fondation Chili-Espagne/Chaire Chili (Chili-Espagne), ont organisé la première école d'observation électorale qui s'est déroulée du 17 au 21 juin 2013 à Salamanque. Près de 100 professeurs, spécialistes de l'observation électorale, professionnels d'organisations internationales, journalistes et étudiants d'Europe, d'Asie et d'Amérique latine y ont participé.
L'objectif de l'école était de former les observateurs potentiels aux outils de base pour participer à une mission d'observation électorale et de les former pour qu'ils puissent mener à bien les différentes tâches d'une mission d'observation électorale. Pour ce faire, un programme intensif de conférences, de séminaires et d'ateliers a été proposé.

### Séminaire international: «Systèmes de partis à plusieurs niveaux et démocratie en Amérique latine»
Le 3 décembre 2012, le séminaire international « Systèmes de partis à plusieurs niveaux et démocratie en Amérique latine », s'est tenu dans le cadre du Projet de recherche I+D+I, financé par le ministère espagnol de la science et de l'innovation (MICINN) et rattaché à l'Institut ibéro-américain de l'université de Salamanque. Des chercheurs du projet « Systèmes de partis infranationaux et qualité de la démocratie en Amérique latine » [SISPSUB], financé par le ministère espagnol de la science et de l'innovation entre 2010 et 2012, ont participé au projet.

### 9eCongrès international d'anthropologie ibéro-américaine
L'Institut ibéro-américain a co-organisé le XIXe congrès international d'anthropologie ibéro-américaine qui s'est tenu du 8 au 10 mai 2012 au Centre d'études brésiliennes (CEB) de l'université de Salamanque. Le  titre de cette édition était « Représentations, rituels et imaginaires religieux et profanes en Amérique latine ». Le congrès comprenait des sessions de travail, des conférences et des présentations d'ouvrages.

### Séminaire sur les «points de vue de l'élite parlementaire et des citoyens en Amérique latine»
Les 12 et 13 décembre 2011, l'Institut ibéro-américain de l'université de Salamanque a organisé un séminaire sur l'analyse comparative des données en Amérique latine : les opinions de l'élite parlementaire du projet Élites parlementaires latino-américaines (PELA) de l'université de Salamanque et l'Opinion publique du baromètre des Amériques (LAPOP) de l'université Vanderbilt. Des professeurs et des chercheurs de diverses universités et institutions nationales et internationales y ont participé.

### Séminaire pour jeunes chercheurs: Citoyenneté 2.0 – transformer l'Ibéro-Amérique
Citoyenneté 2.0 - transformer l'Ibéro-Amérique a organisé la première expérience de l'atelier de débat Salamanca 2.0 le lundi 23 mai 2011 à Salamanque. L'atelier a été reproduit dans six villes d'Amérique latine [Florencia, Quito, São Paulo, Córdoba, Montevideo et également à Salamanque avec des étudiants de la République dominicaine] et faisait partie d'une série d'activités préparatoires au XXIe Sommet ibéro-américain (es) des chefs d'État et de gouvernement qui s'est tenu à Asuncion, au Paraguay, les 28 et 29 octobre 2011.
Dans chacun des ateliers, les participants on rédigé un « document de recommandations » dans lequel ils ont établi une série d'axes et de suggestions concrètes pour la « Transformation de l'État et le développement », qui a été remis au XXIe Sommet ibéro-américain au Paraguay. L'ensemble de ces recommandations a été remis au Secrétaire général ibéro-américain, Enrique Iglesias.
Le projet Ciudadanía 2.0 était une initiative du Secrétariat général ibéro-américain (es) (SEGIB) qui, en collaboration avec l'Institut ibéro-américain de l'université de Salamanque, cherchait à encourager la participation et la délibération des citoyens, en particulier des jeunes ibéro-américains, sur les thèmes du sommet. Depuis lors, le projet Citoyenneté 2.0 est toujours actif.

### Colloque international: «LesBRICS: le Brésil, une puissance émergente»
Les 7 et 8 avril 2011, le colloque international « Les BRICS : le Brésil, une puissance émergente » s'est tenu à l'université de Salamanque. Il était organisé par l'Institut ibéroaméricain, le Centre d'études brésiliens de l'université de Salamanque et l'Institut latino-américain de l'Académie des Sciences de Russie avec le soutien du Conseil européen de la recherche sociale en Amérique latine (es) (CEISAL).
Chaque année, entre deux congrès, le CEISAL organise des colloques internationaux sur des sujets spécifiques et pertinents dans le cadre des travaux latino-américanistes européens. Le Colloque international de Salamanque de 2011 s'inscrit dans la continuité de cette dynamique. Le CEISAL a invité tous les chercheurs intéressés à ce colloque international, qui a analysé le nouveau rôle des puissances émergentes que sont le Brésil, la Russie, l'Inde et la Chine (BRIC), avec un accent particulier sur le Brésil et la relation entre ces puissances et l'Amérique latine.
Ce colloque international comprendra des sessions plénières avec des conférences et des tables rondes d'experts sur chacun des thèmes, ainsi que des sessions parallèles ouvertes aux propositions d'articles de chercheurs étudiant les relations du Brésil et de l'Amérique latine avec les BRIC.